# John Longfellow
John Landis Longfellow (Warsaw, 2 settembre 1901 – Terre Haute, 8 novembre 1977) è stato un allenatore di pallacanestro statunitense.
Era il padre di John Howard e Ed Longfellow.

## Carriera
Guidò la Indiana State University fino all'inizio della stagione 1954-55, quando si ritirò per problemi di salute. Vinse il campionato NAIA nel 1950.
Ha guidato gli Stati Uniti insieme a Hal Fischer ai Giochi panamericani di Buenos Aires 1951, conclusi al primo posto.
È stato introdotto nel 1967 nella Indiana Basketball Hall of Fame.